# Nuoto ai campionati europei di nuoto 2014 - Staffetta mista 4x100 metri stile libero
La staffetta mista 4x100 m stile libero degli Europei 2014 si è svolta la sera del 22 agosto 2014.

## Medaglie
| Posizione | Oro                                                   | Argento                                                             | Bronzo                                                     |
| --------- | ----------------------------------------------------- | ------------------------------------------------------------------- | ---------------------------------------------------------- |
| Paese     | Italia                                                | Russia                                                              | Francia                                                    |
| Atleti    | Luca Dotto Luca Leonardi Erika Ferraioli Giada Galizi | Andrey Grechin Vladimir Morozov Veronika Popova Margarita Nesterova | Clément Mignon Grégory Mallet Anna Santamans Coralie Balmy |

## Record
Prima della manifestazione il record del mondo (RM) e il record europeo (EU) erano i seguenti.
| Record mondiale | 3'23"29 | Australia | 1º febbraio 2014 Perth, Australia |

Durante la competizione non sono stati migliorati record.

## Finale
| Pos. | Nazione | Atleti  | Tempo                                                                                               | Corsia  | Note |
| ---- | ------- | ------- | --------------------------------------------------------------------------------------------------- | ------- | ---- |
|      | 5       | Italia  | Luca Dotto (48"78) Luca Leonardi (48"01) Erika Ferraioli (53"83) Giada Galizi (54"40)               | 3'25"02 |      |
|      | 2       | Russia  | Andrey Grechin (48"76) Vladimir Morozov (48"31) Veronika Popova (53"96) Margarita Nesterova (54"57) | 3'25"60 |      |
|      | 6       | Francia | Clément Mignon (48"89) Grégory Mallet (48"49) Anna Santamans (54"64) Coralie Balmy (55"00)          | 3'27"02 |      |
| 4    | 3       | Turchia | Baslakov Iskender (50"24) Doga Celik (49"71) Gizem Bozkurt (56"31) Ezgi Yazici (59"53)              | 3'35"79 |      |